# Mirl Buchner
Annemarie „Mirl“ Buchner-Fischer (* 16. Februar 1924 in Ettal; † 9. November 2014) war eine deutsche Skirennläuferin.

## Biografie
Annemarie Buchner beantragte am 5. Oktober 1942 die Aufnahme in die NSDAP und wurde rückwirkend zum 1. September desselben Jahres aufgenommen (Mitgliedsnummer 9.268.704). Sie siegte 1944 und 1949 fünfmal bei Deutschen Meisterschaften, je zweimal im Abfahrtslauf und der Kombination und einmal im Slalom. Bei den Olympischen Winterspielen 1952 in Oslo gewann die in Garmisch-Partenkirchen beheimatete Sportlerin in der Abfahrt die Silbermedaille sowie im Riesenslalom und im Slalom die Bronzemedaille. Beim Slalom am 20. Februar 1952 in Rødkleiva war sie nach dem ersten Lauf nur auf Rang 8 platziert gewesen.
Für diese sportlichen Leistungen erhielt sie am 11. März 1952 das Silberne Lorbeerblatt.
Am 22. Januar 1954 gewann Mirl Buchner-Fischer den Hahnenkamm-Riesenslalom in Kitzbühel, in der am 23. Januar ausgetragenen Abfahrt wurde sie Fünfte. Bei den in Garmisch-Partenkirchen ausgetragenen Kandahar-Rennen gelangen ihr Siege in der Abfahrt (12. März – 1,45 s Vorsprung auf Erika Mahringer), im Slalom und damit auch in der Kombination (14. März).
Bei den Weltmeisterschaften 1954 in Åre blieb sie ohne Medaille: Nach Rang 14 in der Abfahrt am 1. März fehlten ihr drei Tage später im Riesenslalom 4 Zehntel Sekunden auf die von Janette Burr (USA) erreichte Bronzemedaille.
Im Jahr 1952 wurde sie zu Deutschlands bester Sportlerin des Jahres gewählt. Bei der Wahl am 22. Dezember 1952 kam sie mit 1.148 Punkten auf Rang 4 und war damit, sieht man von Rang 2 für das Eiskunstläufer-Paar Ria und Paul Falk ab, in der Individualreihung die beste Frau (Sieger Karl Kling erhielt 1.744 Punkte). Buchner betrieb ein Sportgeschäft in Garmisch (Stand: Februar 1993).

## Erfolge
- fünffache Deutsche Meisterin 1944 und 1949 (keine Austragung 1945–1948)
- Oslo 1952: 2. Abfahrt, 3. Riesenslalom, 3. Slalom